# Ix Chel Chasma
L'Ix Chel Chasma è una struttura geologica della superficie di Venere.